# Akira Isogawa
Akira Isogawa (en japonés 五十川明) (Kioto, 25 de diciembre de 1965) es uno de los diseñadores de moda contemporáneos más importantes de Australia. 
Nacido en Japón, emigró a Australia en 1986, se instaló en Sídney y estudió diseño de moda en el East Sydney Technical Collage, su diseño se inspira en el diseño japonés. Abrió una tienda en Woollahra (Sídney), en 1993.  Al final de la década de 1990, logró el reconocimiento internacional. Su marca comercial, Akira, se concentra en la moda femenina.  
Así como su éxito comercial, los diseños de Isogawa han sido exhibidos en las mayores galerías australianas. También ha trabajado diseñando el vestuario de la Sydney Dance Company.
Su ropa aparecen bajo su propio sello y es uno de los pocos diseñadores australianos que exhiben y vende sus diseños en París. En total su ropa se vende en 12 países. La ropa de Isogawa se inspira en Japón. También ha trabajado con Christiane Lehmann, una artista con un sentido del estilo excéntrico, y que se la suele denominar su musa. 
Isogawa recientemente ha colaborado con la compañía aérea australiana, Qantas, para desarrollar accesorios de lujo para los pasajeros de Primera Clase y Clase Business.
En 2003, fue homenajeado junto a los diseñadores Collette Dinnigan, Carla Zampatti, Joe Saba, Jenny Bannister y Prue Acton, con un sello de correos de Australia.